# Cyrille IX Moughabghab
Cyrille IX Moughabghab, né le 29 octobre 1855 à Aïn Zhalta au Liban et mort le 8 septembre 1947, est un évêque melkite catholique, primat de l'Église grecque-catholique melkite avec le titre de Patriarche d'Antioche et de tout l'Orient, d'Alexandrie et de Jérusalem des Melkites de 1925 à 1947.

## Biographie
Ordonné prêtre de l'Église melkite en 1883, Cyrille Moughabghab devient évêque de Zahlé en 1899. Après la mort de Demetrius Ier Qadi, il est élu pour lui succéder comme primat de l'Église grecque-catholique melkite en 1925.